# Ruben Josefson
Per Love Ruben Josefson (* 25. August 1907 in Svenljunga; † 19. März 1972 in Uppsala) war Erzbischof der Schwedischen Kirche von 1967 bis 1972.
Josefson war Sohn des Kaufmanns Per Linus Josefson und Alfrida Lovisa Christiansson. Er begann sein Studium an der Universität Uppsala im Jahre 1926 und wurde 1931 Kandidat der Theologie, 1935 Lizentiat und 1937 Doktor. Josefson wurde 1937 ebenda Dozent für Dogmatik. 1940 wurde er ordiniert und war Sekretär des Erzbischofs von 1944 bis 1945. An der Fjellstedtska skolan war er von 1945 bis 1958 Direktor. 1959 wurde er zum Bischof von Härnösand ernannt; von 1967 bis zum Eintritt in den Ruhestand war er Erzbischof von Uppsala.

## Werke
- Den naturliga teologins problem hos Luther. Uppsala: Lundequist; Leipzig: Harrassowitz 1943
- Luthers lära om dopet. Stockholm: Svenska Kyrkans Diakonistyrelses Bokförlag 1944
- Guds och Sveriges lag: Studier i den Lutherska socialetikens historia. Uppsala: Lundequistska Bokhandeln; Leipzig: Harrassowitz 1950
- Einleitung zur schwedischen Ausgabe von Martin Luthers Kleinem und Großem Katechismus (Luther: Katekeser. Stockholm: Svenska Kyrkans Diakonistyrelses Bokförl. 1957)

| Vorgänger       | Amt                                | Nachfolger  |
| --------------- | ---------------------------------- | ----------- |
| Gunnar Hultgren | Erzbischof von Uppsala 1967 – 1972 | Olof Sundby |

| Personendaten    | Personendaten                                 |
| ---------------- | --------------------------------------------- |
| NAME             | Josefson, Ruben                               |
| ALTERNATIVNAMEN  | Josefson, Per Love Ruben (vollständiger Name) |
| KURZBESCHREIBUNG | schwedischer Erzbischof                       |
| GEBURTSDATUM     | 25. August 1907                               |
| GEBURTSORT       | Svenljunga                                    |
| STERBEDATUM      | 19. März 1972                                 |
| STERBEORT        | Uppsala                                       |